# Jackline Torori
Jackline Torori (* 1978) ist eine ehemalige kenianische Langstreckenläuferin, die sich auf Straßenläufe spezialisiert hatte.
1997 gewann sie den Lille-Halbmarathon und 1998 die Corrida de Langueux. Bei den Halbmarathon-Weltmeisterschaften 1998 in Uster kam sie auf den 41. Platz.
2003 wurde sie Sechste beim Los-Angeles-Marathon. Beim Beirut-Marathon kam sie als Erste ins Ziel, wurde aber bei der anschließenden Dopingkontrolle positiv auf Nandrolon getestet, disqualifiziert und wegen dieses Verstoßes gegen die Dopingbestimmungen für zwei Jahre gesperrt.

## Persönliche Bestzeiten
- Halbmarathon: 1:11:26 h, 6. September 1997, Lille
- Marathon: 2:35:38 h, 2. März 2003, Los Angeles